# Рождественский, Сергей Васильевич
Серге́й Васи́льевич Рожде́ственский (25 августа [6 сентября] 1868, Санкт-Петербург — 17 июня 1934, Томск) — русский и советский историк, архивист, член-корреспондент Российской академии наук (1920) и Академии наук СССР, автор работ по проблемам государства и права России. Первый профессиональный историк педагогики.

## Биография
Родился 25 августа (6 сентября) 1868 года в Санкт-Петербурге в семье богослова В. Г. Рождественского. В 1887 году окончил филологическую гимназию при Петербургском историко-филологическом институте, в 1891 году — историко-филологический факультет Санкт-Петербургского университета с дипломом 1-й степени и был оставлен при кафедре русской истории для подготовки к профессорскому званию.
Зимой 1891—1892 годов стал членом Исторического общества при Санкт-Петербургском университете. В 1892 году на заседании Общества прочитал реферат «Царь В. Шуйский и боярство», опубликовав его в сборнике «Историческое обозрение». В 1893 году успешно сдал магистерские экзамены. Ещё студентом выпускного курса в «Журнале Министерства народного просвещения» напечатал свою первую статью — рецензию на исторический сборник «Theatrum Europaeum» (1891, май). В этом же  журнале в 1893—1896 годах опубликовал несколько статей: «Идеалистическое направление в Славянской науке» (1893, март и июнь), «Из истории секуляризации монастырских вотчин на Руси в XVI веке» (1895, май).
В 1895 году определён на службу в Министерство народного просвещения, где ему было поручено составить обзор деятельности министерства за 100 лет. В том же году начал вести занятия на Педагогических курсах Санкт-Петербургских женских гимназий, а в феврале 1896 года был зачислен на должность штатного преподавателя Курсов. 20 апреля 1897 года защитил магистерскую диссертацию «Служилое землевладение в Московском государстве XVI в.». Официальными оппонентами были С. Ф. Платонов и А. С.  Лаппо-Данилевский. С 1897 года также вёл педагогическую деятельность в должности приват-доцента Санкт-Петербургского университета.
С 1903 года — экстраординарный профессор Женского педагогического института, преобразованного из Педагогических курсов.
В 1907—1913 годах преподавал в Александровском лицее.
В 1912 году защитил докторскую диссертацию «Очерки по истории систем народного просвещения в России в XVIII—XIX вв.», в 1913 году  получив за неё половинную большую Уваровскую премию. С конца 1913 года — ординарный профессор Санкт-Петербургского университета. В феврале 1914 года по представлению С. Ф. Платонова возглавил университетскую кафедру русской истории.
По рекомендации С. Ф. Платонова два года преподавал историю младшему сыну великого князя Константина Константиновича Игорю.
С осени 1914 года работал в Женском педагогическом институте как совместитель,чтобы иметь больше времени для  заведования университетской кафедрой и службы в Александровском лицее. По ходатайству великой княгини Елизаветы Маврикиевны, попечительницы Института, поданному в Ведомство учреждений императрицы  Марии, 19 июля 1916 года возглавил Женский педагогический институт.
В период бурных событий начала XX века оставался беспартийных, хотя по его собственному признанию, сочувствовал прогрессистам.
После Октябрьской революции в 1918—1923 годах был председателем рабочей группы по научному описанию архива фондов в составе Петроградского отделения Главархива. 4 декабря 1920 года избран членом-корреспондентом Российской академии наук по разряду историко-политических наук (русская история).
В 1929 году был арестован по Академическому делу и приговорён к высылке сроком на пять лет, жил в Томске.
По ходатайству историка М. Н. Мартынова, его ученика, дело по обвинению С. В. Рождественского в 1965 году было пересмотрено: 20 июля 1967 году он, как и другие участники процесса (23 чел.) по делу «Союза борьбы за возрождение свободной России», был посмертно реабилитирован определением Военной коллегии Верховного Суда СССР.

## Научная деятельность
С. В. Рождественский в своих многоплановых работах неизбежно обращался к проблемам истории российского права, поскольку исследуемые им институты могли существовать и развиваться, лишь имея надлежащую правовую охрану и защиту со стороны государства. Наиболее ярко связь социальных и правовых институтов описана в его магистерской диссертации.
Справедливо обращая внимание на значение государственных земель в деле укрепления централизованной государственной власти, С. В. Рождественский признавал, что государство не в полной мере справилось с этой задачей. Определённая часть земель временно или навсегда неизбежно и постоянно выходила из ведения государства. Как отмечал Рождественский, первой силой, выводившей определённую часть поместного земельного фонда из ведения государства, была необходимость образования пенсионного капитала для содержания вдов и малолетних детей дворян, устройства «прожиточных» поместий. Второй силой, противоречащей принципу о невыходе земель из собственности государства, был переход поместных земель в собственность церкви или монастырей, обратный же процесс, выражающийся в передаче государству церковных земель, был в любом случае мерой исключительной.
Таким образом, делает вывод С. В. Рождественский, государство, стремясь к тому, чтобы земля служилого земледелия не выходила из государственной службы, вынуждено было действовать вопреки своей цели. Государство не смогло отказаться от старого взгляда на поместье как средство эксплуатации пустопорожних земель. Получивший поместье дворянин должен был в первую очередь заселить его, а также обеспечить использование той или иной части земель на нужды сельскохозяйственного производства. Но это не всегда удавалось из-за отсутствия населения, готового переселиться на новые, малообжитые земли и освоить их. А заселённые и обжитые дворянином земли возвращались не государству, а переходили по наследству супруге или сыновьям до достижения ими совершеннолетия и поступления на государственную службу, хотя вопрос о переходе земель от отца к сыновьям первоначально не был закреплён законодательно. Возникло обычное право, впоследствии получившее закрепление в законодательстве Русского государства.

## Семья
Был женат на Ольге Александровне Красильниковой (1882—?), выпускнице Педагогических курсов (1902). Бракосочетание С. В. Рождественского и О. А. Красильниковой состоялось 24 апраля 1904 года в церки Санкт-Петербургского университета. В 1905 году родилась дочь Татьяна, а через год — дочь Вера.

## Основные работы
- Известия о России в «Theatrum  Europeum» // ЖМНП, 1891. — № 5. — С. 57—77.
- Царь В. И. Шуйский и боярство // Историческое обозрение. — Т. V, 1892. — С. 26—48.
- Из истории секуляризации монастырских вотчин на Руси в XVI в. // ЖМНП, 1895. — №  5. — С. 70—83.
- К истории княжеского землевладения в северо-восточной Руси в XVI веке // Записки Императорского Русского   археологического общества. — Т. VIII. — Вып. 1 и 2. — Новая серия. — СПб., 1896. — С. 1—18.
- Следы уставных грамот в писцовых книгах Псковских пригородов XVI века // Записки Русского археологического   общества. — Т. IX. — Вып. 1 и 2. — Новая серия. — Кн. 2. — СПб., 1897. — С. 309—312.
- Служилое землевладение вмосковском государстве XVI века // Записки историко-филологического факультета    Санкт-Петербургского университета.  Ч. 43. — СПб.,  1897.
- Исторический обзор деятельности Министерства народного просвещения. 1802—1902. — СПб., 1902;
- Лекции по русской истории. Петербургские женские курсы 1902/1903 уч. г. — СПб., 1903.
- Эпоха преобразований Петра Великого и русская школа нового времени // Русская  школа, 1903. — № 5—6. — С.  89—105.
- Царь Василий Иванович Шуйский. 19  мая 1606 — 17 июля 1610 // Люди Смутного времени / Ред. А. Е. Пресняков. — СПб., 1905. — C. 16—21.
- Комиссия об учреждении народных училищ (1782—1803  гг.) и Министерство народного просвещения // ЖМНП, 1906. — № 5. — С. 14—18.
- Сословный вопрос в русских университетах в 1-й четверти XIX в. //  ЖМНП, 1907. — № 5. — С. 83—108.
- Из истории учебных реформ императрицы Екатерины II // ЖМНП, 1909. — № 3. — С. 47—100; № 6. — С. 186—226.
- Материалы для истории реформ в России в XVIII—XIX веках. Т. 1. — СПб. 1910.
- Очерки по истории системы народного просвещения в России в XVIII—XIX веках. Т. 1. — СПб., 1912;
- Сельское население Московского государства в XVI—XVII веках // Русская история в очерках и статьях / Под  ред.  М. В. Довнар-Запольского). — Т. III. — Киев, 1912. — С. 1—34.
- Роспись земельных владений московского боярства 1647—1648 гг. // Труды Археографической комиссии Императорского Московского археологического общества. — Т. III. — М., 1913. — Ст. 193—238.
- Значение комиссии об учреждении народных училищ в истории политики народного просвещения в XVIII—XIX  веках // Описание дел Архива Министерства народного просвещения. — Т. 1. — Пг., 1917. — C. XXXI—LI.
- Последняя страница из истории политики народного просвещения Николая I: (Комитет графа Блудова. 1849—1856  гг.) // Русский исторический журнал. — Кн. 3—4, 1917. — С. 37—59.
- Вопрос о народном образовании и социальная проблема в эпоху Александра I // Русское прошлое. — Пг.; М., 1923. — №  5. — С. 35—49.
- Историк — археограф — архивист // Архивное дело. — М.; Пг., 1923. — Вып. 1. — С. 1—12.
- Основы социальной организации педагогического труда в XVIII—XIX веках // Архив истории труда в России. — Пг.,  1923. — Кн. 8. — С. 35—63.
- Послание новгородского архиепископа Иоанна на Двину как источник для истории Двинского восстания 1397 г. //    Доклады РАН. Серия. В. Апрель—июнь. — Л., 1925. — С. 51—54.
- Библиотека Всесоюзной Академии наук // Научный работник,1926. — № 12. — С. 36—50.
- Невско-Ладожский бассейн в истории военно-торговых путей до XVIII века // Труды Ленинградского общества изучения местного края. — Л., 1927. — Т. 1. — С. 159—169.
- Двинские бояре и двинское хозяйство XIV—XVI веков. Ч. 1: Восстание 1397 г. и борьба за Двину // Известия РАН  СССР. VII серия. Отделение гуманитарных наук, 1929. — № 1. — С. 49—70; Ч. 2.: Традиция двинского хозяйства в XVI веке // Там же. — № 2. — С. 135—154.
- Из истории наших сношений с Китаем // Вестник знания. — Л., 1929. — № 11. — С. 433—435.